# Pterolophia ashantica
Pterolophia ashantica är en skalbaggsart som beskrevs av Stefan von Breuning 1972. Pterolophia ashantica ingår i släktet Pterolophia och familjen långhorningar.
Artens utbredningsområde är Ghana. Inga underarter finns listade i Catalogue of Life.